# 2350 von Lüde
2350 von Lüde eller 1938 CG är en asteroid i huvudbältet, som upptäcktes den 6 februari 1938 av den tyske astronomen Alfred Bohrmann i Heidelberg. Den har fått sitt namn efter den tyske astronomen Heinz von Lüde.
Asteroiden har en diameter på ungefär 5 kilometer och den tillhör asteroidgruppen Flora.